# Erzbistum Kisumu
Das Erzbistum Kisumu (lateinisch Archidioecesis Kisumuensis) ist eine in Kenia gelegene römisch-katholische Erzdiözese mit Sitz in Kisumu.

## Geschichte
Das Erzbistum Kisumu wurde am 15. Juli 1925 durch Papst Pius XI. mit der Apostolischen Konstitution Ut aucto aus Gebietsabtretungen des Apostolischen Vikariates Oberer Nil als Apostolische Präfektur Kavirondo errichtet. Am 27. Mai 1932 wurde die Apostolische Präfektur Kavirondo durch Pius XI. mit der Apostolischen Konstitution Cum non sine zum Apostolischen Vikariat erhoben und in Apostolisches Vikariat Kisumu umbenannt.
Das Apostolische Vikariat Kisumu wurde am 25. März 1953 durch Papst Pius XII. zum Bistum erhoben und dem Erzbistum Nairobi als Suffraganbistum unterstellt. Am 29. Juni 1953 gab das Bistum Kisumu Teile seines Territoriums zur Gründung der Apostolischen Präfektur Eldoret ab. Weitere Gebietsabtretungen erfolgten am 20. Oktober 1959 zur Gründung der Apostolischen Präfektur Ngong, am 21. Mai 1960 zur Gründung des Bistums Kisii, am 11. Januar 1968 zur Gründung des Bistums Nakuru und am 27. Februar 1978 zur Gründung des Bistums Kakamega.
Am 21. Mai 1990 wurde das Bistum Kisumu durch Papst Johannes Paul II. mit der Apostolischen Konstitution Si quidem secundum zum Erzbistum erhoben.

## Ordinarien

### Apostolische Präfekten von Kavirondo
- Gorgon Gregory Brandsma MHM, 1925–1932

### Apostolische Vikare von Kisumu
- Gorgon Gregory Brandsma MHM, 1932–1935
- Nicolas Stam MHM, 1936–1948
- Frederick Hall MHM, 1948–1953

### Bischöfe von Kisumu
- Frederick Hall MHM, 1953–1963
- Joannes de Reeper MHM, 1964–1976
- Philip Sulumeti, 1976–1978, dann Bischof von Kakamega
- Zacchaeus Okoth, 1978–1990

### Erzbischöfe von Kisumu
- Zacchaeus Okoth, 1990–2018
- Philip Arnold Subira Anyolo, 2018–2021, dann Erzbischof von Nairobi
- Maurice Muhatia Makumba, seit 2022